# Yanbaru

Yanbaru (山原) là tên gọi truyền thống là cho khu vực miền bắc còn lắm rừng núi của đảo Okinawa thuộc Nhật Bản. Trong địa vực ba ngôi làng Higashi, Kunigami, Ōgimi, Yanbaru lưu giữ những vạt lớn rừng mưa cận nhiệt đới thuộc hàng cuối cùng của châu Á, với nhiều động-thực vật đặc hữu. Trong trận Okinawa, nhiều cư dân từ phía nam di cư lên khu vực này. Năm 2016, vườn quốc gia Yanbaru được thành lập, đồng thời được đưa lên  UNESCO để xem xét cho vào danh mục di sản thế giới.

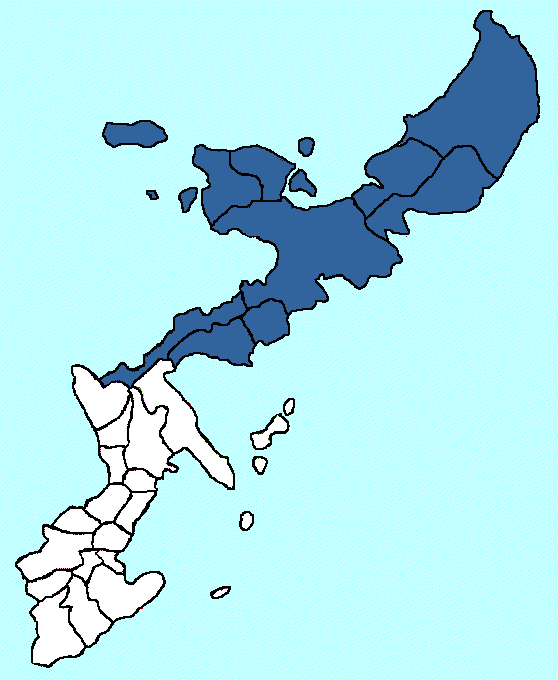
Vùng Yanbaru/Kunigami của Okinawa, gồm thành phố Nago và huyện Kunigami

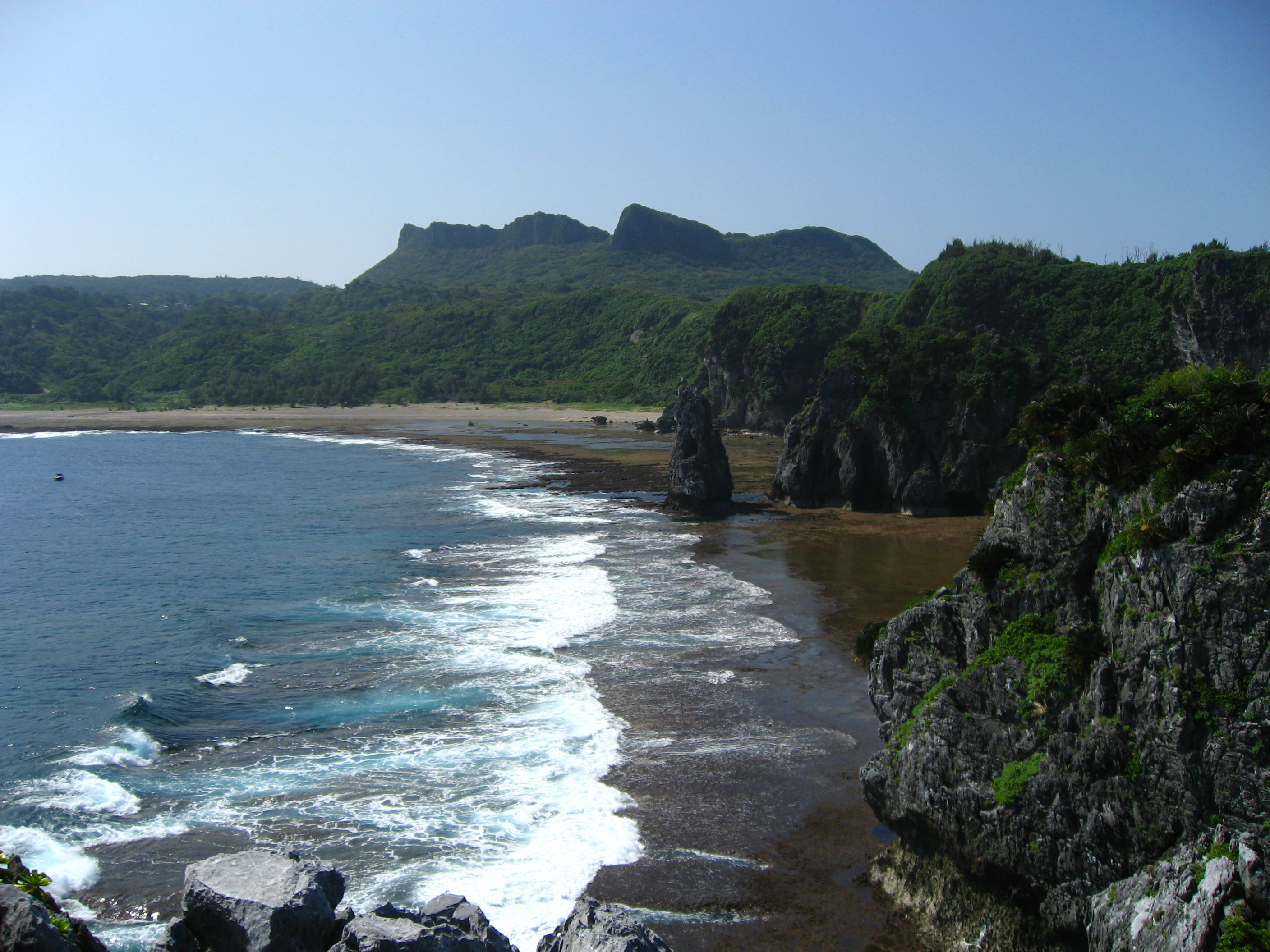
Dãy Kongōseki ở Kunigami

Yanbaru hiện có Camp Gonsalves, một trung tâm huấn luyện tác chiến rừng rậm rộng 7.500 ha của Hoa Kỳ. Tính đến 2010, có 21 bệ đáp máy bay trực thăng trong vùng huấn luyện, với 7 bệ nữa dự tính được đặt trong hai vùng bảo tồn nguyên sinh nhất. Rắc rối phát sinh từ vị trí đặt bệ đáp đã gây ra sự chậm trễ trong thành lập vườn quốc gia. Nhiều loài đặc hữu hứng chịu sự đe doạ trực tiếp từ hoạt động phát quang, dọn dẹp cây cối. Thủy quân lục chiến Hoa Kỳ đã tuyên bố rằng 'để tiếp tục thực hiện hoạt động huấn luyện phân sự một cách thực tế, môi trường sống cần được bảo tồn.'

## Đa dạng sinh học

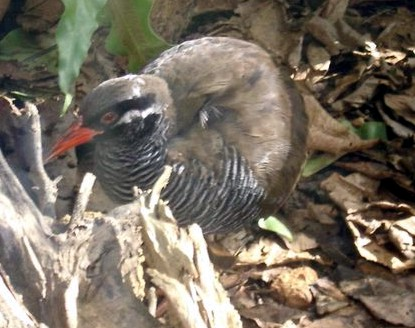
Gà nước Yanbaru

Theo WWF, Yanbaru là nơi cư ngụ cho hơn bốn ngàn loài, trong đó có 11 loài thú có vú và 12 loài thực vật đặc hữu. Nhiều loài trong số này đang chịu đe doạ theo sách đỏ IUCN và 177 nằm trong sách đỏ của bộ Môi trường Nhật Bản. Một số loài hiếm gặp bao gồm gà nước Yanbaru (Yanbaru kuina trong tiếng Nhật), gõ kiến Okinawa, oanh Lưu Cầu, dẽ núi Amami, rùa núi Lưu Cầu, Cá cóc sần Anderson, ếch Ishikawa, ếch Holst, ếch Namiye, chuột lông dài Lưu Cầu, chuột gai Okinawa. Trừ oanh Lưu Cầu, tất cả các loài này được xếp là loài nguy cấp trở lên; chuột gai Okinawa và gõ kiến Okinawa là loài cực kỳ nguy cấp.
Gõ kiến Okinawa chịu đe doạ từ cả những chiếc Osprey từ các căn cư hải quân Hoa Kỳ lẫn việc xây dựng bệ đáp trong rừng.

## Bảo tồn và du lịch
Trung tâm bảo hộ sinh vật hoang dã Yanbaru (Ufugi tự nhiên quán) (やんばる野生生物保護センター (ウフギー自然館)) mở cửa năm 1999 nhằm phổ biến kiến thức về khu vực này; năm 2010, viện mở cửa trở lại sau trùng tu. Tỉnh Okinawa đang thực hiện quảng bá du lịch sinh thái cho khu vực.